# Auriparus
Auriparus is een monotypisch geslacht van zangvogels uit de familie van de buidelmezen (Remizidae). De wetenschappelijke naam van het geslacht is voor het eerst geldig gepubliceerd in 1864 door Baird.

## Soorten
De enige soort is:
- Auriparus flaviceps – Geelkopmees